# Ґам (кратер)

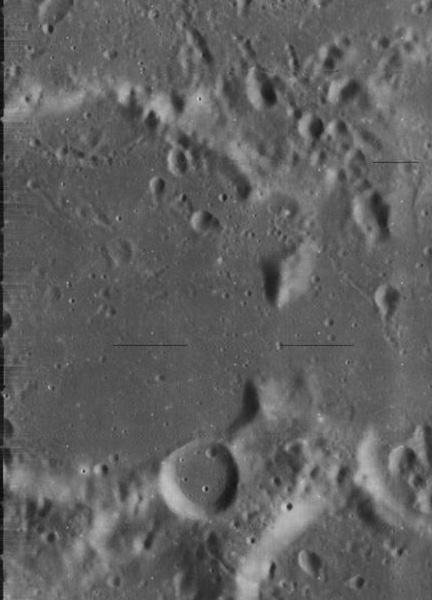
Зображення Lunar Orbiter 4, на якому показано східні 2/3 кратера Ґама

Ґам — це місячний ударний кратер,розташований поблизу південно-східного краю Місяця, і його можна побачити майже збоку з Землі. Він розташований уздовж західного краю неправильної Моря Південного, на північний схід від кратера Гамільтон. На північ-північний захід знаходиться більший кратер Абель, а на схід-південний схід на зворотному боці Місяця - Дженнер. Названий на честь австралійського астронома Коліна Стенлі Ґама.
Внутрішнє дно цього кратера було цілком переформоване лавою, яка проникла через розрив у східному березі кратера. Збережений вал утворює неглибоку дугу всередині. Невеликий затоплений кратер лежить поперек південно-східного краю, а залишки невеликого кратера утворюють розріз уздовж північно-східного краю. Внутрішня поверхня має таке ж низьке альбедо, як і місячна море на сході, і поцяткована лише кількома маленькими кратерами.

## Супутникові кратери
За домовленістю ці об’єкти позначаються на місячних картах шляхом розміщення літери на тій стороні кратера, яка є найближчою до Ґама.
| Ґам | Широта   | Довгота    | Діаметр |
| --- | -------- | ---------- | ------- |
| S   | 39,8° пд | 85,0° сх.д | 33 км   |